# 289. strelska divizija (ZSSR)
289. strelska divizija (izvirno rusko 289. стрелковая дивизия; kratica 289. SD) je bila strelska divizija Rdeče armade v času druge svetovne vojne.

## Zgodovina
Divizija je bila ustanovljena julija 1941 v Lubniju in uničena septembra istega leta med bitko za Kijev. Ponovno je bila ustanovljena oktobra 1941.